# Affalterbach
Affalterbach är en kommun och ort i Landkreis Ludwigsburg i regionen Stuttgart i Regierungsbezirk Stuttgart i förbundslandet Baden-Württemberg i Tyskland.
Kommunen ingår i kommunalförbundet Marbach am Neckar tillsammans med staden Marbach am Neckar och kommunerna Benningen am Neckar och Erdmannhausen.